# 江苏省锡山高级中学

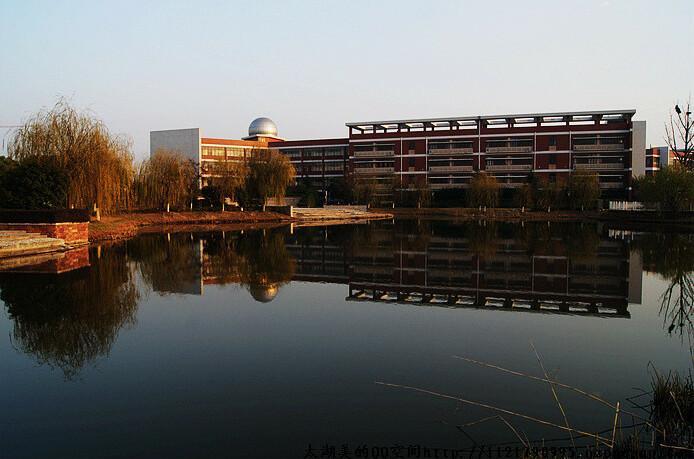
校园风光（实验楼和乐群湖）

江苏省锡山高级中学，在江苏省内常简称省锡中，是中国江苏省无锡市的一所高中。该校建于1907年。学校强调科学和技术的教育；在2006年，学校在计算机和网络设施上投资了超过三千万人民币，是高中六校联盟的创始会员。同时，学校入选江苏省四星级高中，江苏省高品质示范高中建设立项学校。